# Pedro Patacho
Pedro Manuel Freire Patacho (Lisboa, 9 de Agosto de 1977) é um professor e político português que desempenha funções como vereador na Câmara Municipal de Oeiras no pelouro da Educação.

## Formação e carreira profissional
É licenciado em Ensino de Matemática e Ciências na Natureza, pelo Instituto Superior de Ciências Educativas, Mestre em Educação, pela Universidade de Lisboa, e Doutor em Didáctica e Organização Escolar, pela Universidade da Corunha, Espanha, tendo obtido o Prémio Extraordinário de Doutoramento com uma tese sobre a participação na educação pública. Tanto a nível nacional como internacional, tem leccionado e realizado investigação no domínio da educação.
Foi professor do 1º e 2º ciclos do Ensino Básico em Portugal e, mais tarde, leccionou no ensino superior. Desde 2017 que ocupa a posição de vereador da Educação na Câmara Municipal de Oeiras.

## Obras
- Pensar a Educação - Escola, justiça social e participação (Porto Editora, 2021)[2][6]